# 개소시랑개비
개소시랑개비(문화어: 깃쇠스랑개비)는 앵초과에 속하는 여러해살이풀이다. 북부 아프리카, 유라시아 원산이다.

## 이름
개소시랑개비는 ‘개쇠스랑개비’가 바뀌어 된 것인데, 잎 모양이 쇠스랑을 닮아 그렇게 불리게 되었다. 개소시랑개비의 작은 잎(소엽)은 가장자리에 깊은 톱니가 있는데, 그 모양이 쇠스랑을 닮아 보인다.

## 생태
한국에서는 전국 각지의 들, 길가, 빈터에서 자란다. 줄기 높이는 20~50센티미터 정도이다. 밑부분이 비스듬히 옆으로 기듯이 자라다가 곧게 선다. 잎은 마주나하고 2~4쌍의 작은 잎으로 이루어진 깃꼴겹잎으로 잎자루가 길다. 작은 잎은 도란형, 타원형 또는 피침형으로 길이 0.7~2.5 센티미터, 너비 0.8~1.4 센티미터이며 끝이 둥글고 가장자리에 톱니가 있다. 5~9월에 지름 6~8밀리미터의 노란꽃이 가지 끝 잎겨드랑이에 여러 개 달린다. 열매는 수과이다.

## 사진

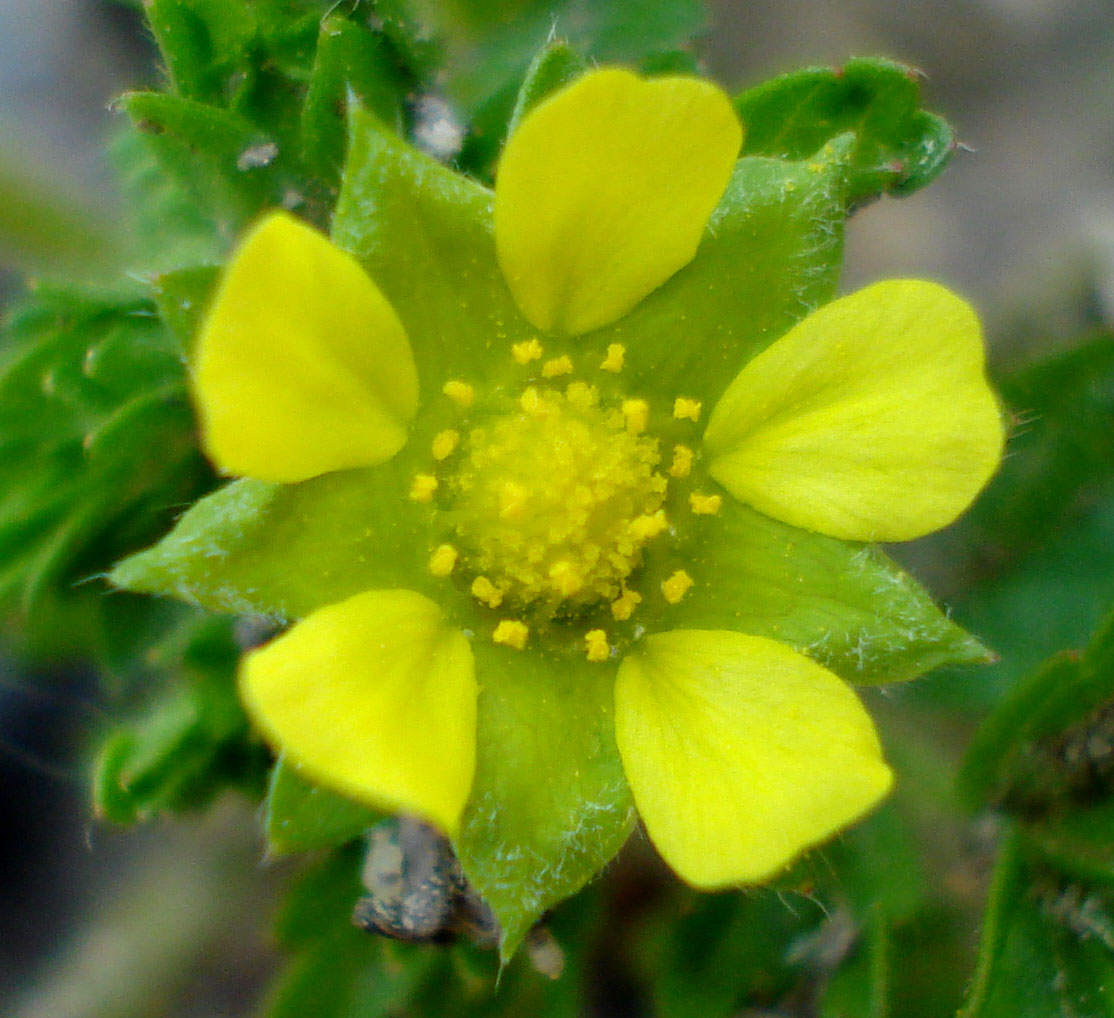
꽃
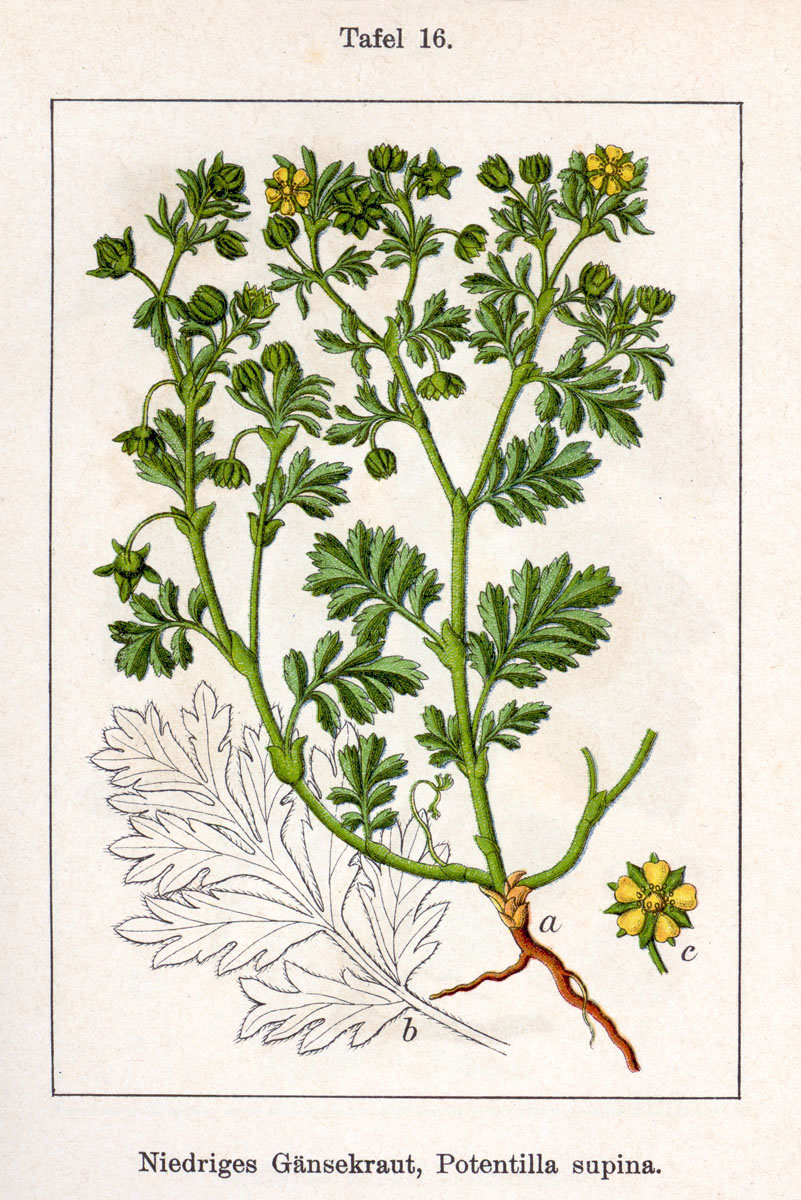